# Louise Kelly
Louise Kelly (ur. 13 sierpnia 1997) – nowozelandzka judoczka. 
Startowała w Pucharze Świata w 2014, 2015, 2018 i 2019. Brązowa medalistka mistrzostw Oceanii w 2018. Mistrzyni kraju w 2019 roku.